# Колеч-Мечеть
Коле́ч-Мече́ть  (укр. Колеч-Мечеть, крымскотат. Küleç Meçit, Кулеч Мечит) — исчезнувшее село в Кировском районе Республики Крым/Автономной Республики Крым, располагавшееся у южной части Новопокровки.

## История
Впервые старинное селение, расположенное у древней дороги на Кавказ, упоминает под 1667 годом в своей книге путешественник XVI века Эвлия Челеби, как Колеч-саласы
…деревня Коледж. Она расположена недалеко от крепости Кефе. Там 200 татарских домов, соборная мечеть с высоким куполом и каменным минаретом, баня и строения, крытые свинцом. Там имеются сады и виноградники, это благоустроенная деревня. Здесь жил шейх — святой Ахмед-эфенди из Коледжа, предсказатель и великий султан. Теперь у него 40 тысяч мюридов с бритыми усами, он их предводитель на Пути. 40 тысяч мюридов из рода носящих рубище живут в Крыму, это верные влюбленные. На его могиле безграничны благодеяния приходящим и уходящим, богачам и нищим, ночью и днем.
.
Челеби упоминает, что поселение и суфийское братство подверглось набегу в правление Мехмеда IV Герая: «множество неверных калмыков с казаками переплыли Азовское море до Арбатского мыса по мели и вошли в Крым, внезапно ударили и разграбили его, захватили огромную добычу и бесчисленных пленников. Калмыцкие неверные ударили по деревне Ахмеда-эфенди Колеч-месджит и по окрестностям крепости Керчь».
Упоминание села встречается в Камеральном Описании Крыма… 1784 года, судя по которому, в последний период Крымского ханства Колечь входил в Колечский кадылык Кефинского каймаканства.
После присоединения Крыма к России 8 февраля 1784 года, деревня была приписана к Левкопольскому уезду Таврической области, а после ликвидации в 1787 году Левкопольского — к Феодосийскому уезду. После Павловских реформ, с 12 декабря 1796 года по 1802 год, входила в Акмечетский уезд Новороссийской губернии. По новому административному делению, после создания 8 (20) октября 1802 года Таврической губернии, Кулеч-Мечеть был включён в состав Парпачской волости Феодосийского уезда.
По Ведомости о числе селений, названиях оных, в них дворов… состоящих в Феодосийском уезде от 14 октября 1805 года, в деревне Кулеш-Мечет числилось 19 дворов и 73 жителя. На военно-топографической карте генерал-майора Мухина 1817 года в деревне Кулечь обозначена те же 19 дворами. После реформы волостного деления 1829 года Кулеш Мечет, согласно «Ведомости о казённых волостях Таврической губернии 1829 года», передали в состав Учкуйской волости. На карте 1836 года в деревне 19 дворов. Затем, видимо, в результате эмиграции крымских татар, деревня заметно опустела и на карте 1842 года Колеч-Мечит обозначен условным знаком «малая деревня», то есть, менее 5 дворов.
В 1860-х годах, после земской реформы Александра II, деревню приписали к Арма-Элинской волости. Согласно «Списку населённых мест Таврической губернии по сведениям 1864 года», составленному по результатам VIII ревизии 1864 года, Колечь-Мечеть — владельческая татарская деревня с 10 дворами, 109 жителями и мечетью при речке Чурюк-су. По обследованиям профессора А. Н. Козловского начала 1860-х годов, в селении «имелось достаточное количество пресной воды» из колодцев глубиною не более 1,5 сажени (менее 3 м). На трёхверстовой карте Шуберта 1865—1876 года в деревне Колеч-Мечит обозначено 30 дворов. По «Памятной книге Таврической губернии 1889 года», по результатам Х ревизии 1887 года, в деревне Келеч-Мечеть Владиславской волости числилось 17 дворов и 271 житель. На верстовой карте 1890 года в деревне обозначено 45 дворов с русско-татарским населением.
По «…Памятной книжке Таврической губернии на 1892 год» в Колеч-Мечети, входившей в Владиславское сельское общество, числилось 4 жителя в 1 домохозяйстве, а в не входившем в сельское общество — 34 безземельных. На верстовой карте Крыма 1896 года в селении обозначено 45 дворов с русско-татарским населением. По «…Памятной книжке Таврической губернии на 1902 год» в деревне Кулеч-Мечеть числилось 24 жителя в 3 домохозяйствах. По Статистическому справочнику Таврической губернии. Ч.II-я. Статистический очерк, выпуск пятый Феодосийский уезд, 1915 год, в деревне Колеч-Мечеть Владиславской волости Феодосийского уезда числилось 18 дворов (5 дворов с землёй, 13 — безземельные) с населением в количестве 73 человек приписных жителей и 85 — «посторонних» без указания национальностей, из которых 84 мужчины и 74 женщины. Жители владели 360 десятинами удобной земли. В хозяйствах имелось 45 лошадей, 35 волов и 24 коровы.
После установления в Крыму Советской власти, по постановлению Крымревкома от 8 января 1921 года была упразднена волостная система и село вошло в состав вновь созданного Владиславовского района Феодосийского уезда, а в 1922 году уезды получили название округов. 11 октября 1923 года, согласно постановлению ВЦИК, в административное деление Крымской АССР были внесены изменения, в результате которых округа ликвидировались и Владиславовский район стал самостоятельной административной единицей. Декретом ВЦИК от 4 сентября 1924 года «Об упразднении некоторых районов Автономной Крымской С. С. Р.» Владиславовский район в октябре 1924 года был преобразован в Феодосийский и село включили в его состав. Согласно Списку населённых пунктов Крымской АССР по Всесоюзной переписи 17 декабря 1926 года, в селе Колеч-Мечеть, Сеит-Элинского сельсовета Феодосийского района, числилось 36 дворов, все крестьянские, население составляло 141 человек, из них 138 русских и 3 украинцев. В последний раз селение встречается на двухкилометровке РККА 1942 года.

### Динамика численности населения
| - 1805 год — 73 чел. - 1864 год — 109 чел. - 1889 год — 271 чел. - 1892 год — 38 чел. | - 1902 год — 24 чел. - 1915 год — 73/85 чел. - 1926 год — 141 чел. |